# Ayvalık
Ayvalık – miasto w Turcji w prowincji Balıkesir, 
na wybrzeżu Morza Egejskiego naprzeciw wyspy Lesbos. Według danych na rok 2000 miasto zamieszkiwało 31 986 osób.

## Historia
Początki miasta sięgają czasów przybycia na te tereny eolskich osadników. Miasto zyskało jednak na znaczeniu dopiero w okresie Imperium osmańskiego, kiedy to greccy mieszkańcy wywalczyli sobie prawo do wyłącznego osadnictwa, tzn. poza nielicznymi osmańskimi urzędnikami Turcy nie mieli prawa zamieszkać w mieście.
W Ayvalıku już w XIX wieku działała drukarnia, apteka i szkoła średnia.
Po klęsce w wojnie z Turkami w 1922 roku ludność grecka opuściła Ayvalık i osiedlili się tu Turcy z greckich wysp i Bałkanów, a także muzułmańscy Bośniacy. W mieście zachowała się jednak w znacznej mierze grecka zabudowa z czasów osmańskich.
Współcześnie Ayvalık jest tętniącym życiem kurortem wypoczynkowym.